# قرار مجلس الأمن التابع للأمم المتحدة رقم 1040
قرار مجلس الأمن التابع للأمم المتحدة 1040 ، المتخذ بالإجماع في 29 يناير 1996 ، بعد أن نظر المجلس في رسالتين من الأمين العام بطرس بطرس غالي وبيانين أدلى بهما رئيس مجلس الأمن، تناول المجلس الحرب الأهلية في بوروندي والجهود المبذولة لإجراء حوار سياسي.

## وصلات خارجية
- Text of the Resolution at undocs.org